# Désirée Gay

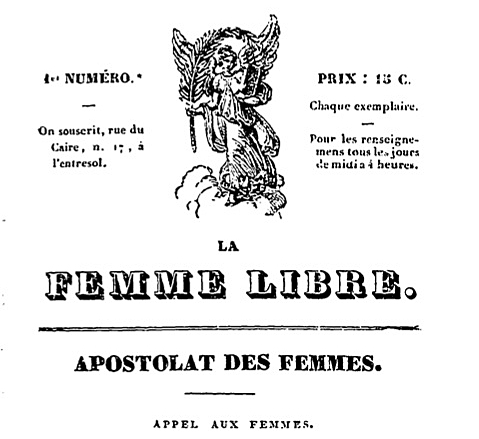
Cabeçalho da capa da primeira edição do primeiro jornal produzido e escrito por mulheres, em 1832.

Jeanne-Désirée Véret Gay, (Paris, 4 de abril de 1810 — Bruxelas, 1891), foi uma feminista e socialista francesa.

## Biografia
Nascida Désirée Véret em uma família da classe trabalhadora, ela trabalhou como costureira, antes de se envolver com o movimento saint-simoniano em 1831. Em agosto de 1832, com a Marie Reine Guindorf, ela fundou La Femme Libre, em reação à exclusão das mulheres do processo de tomada de decisão entre os saint-simonianos. Ela jurou então lutar pela "liberdade das mulheres" como luta prioritária. No final do verão, ela conheceu Charles Fourier e Victor Considerant.
Em 1833, Désirée Véret mudou-se para a Inglaterra. Lá, ele se ligou com os discípulos do socialista Robert Owen, entre os quais Jules Gay, defensor da igualdade social e sexual. Durante esse tempo, ela desempenhou o papel de ligação entre os seguidores de Owen, Saint-Simon e Charles Fourier. De volta à França, após dois anos, ela trabalhou em Dieppe como costureira, antes de voltar para Paris. Aí, ela teve um breve relacionamento com Victor Considerant, antes de casar-se no final de 1837 com Jules Gay, com quem teve dois filhos, Jean, no início de 1838, e Owen, em 1842. Foi então que ela decidiu mudar de nome e chamar-se: "Désirée Gay ".
Em 1840, com seu marido, ela tentou fundar uma escola em Châtillon-sous-Bagneux, cuja finalidade era fornecer educação, física e moral de apoio a crianças muito jovens, mas eles falharam, provavelmente devido à falta de capital.
Após a Revolução francesa de 1848, Gay lançou-se à cena pública. Ela dirigiu cartas e petições ao governo provisório para pedir-lhes para passar leis liberais sobre o divórcio, para melhorar a condição das mulheres trabalhadoras e subsidiar restaurantes e lavanderias para permitir que as mulheres pudessem ser financeiramente independentes. Gay foi eleita por unanimidade delegada na Comissão de Trabalhadores, cuja sede era no Palácio do Luxemburgo (Palais du Luxembourg). Colaborou com La Voix des Femmes, diário de feminista, fundado por Jeanne Deroin e Eugénie Niboyet. A publicação cessou pouco depois de fundado de ser publicado; Gay fundou com Deroin a Associação Mutual de Mulheres e um novo jornal, La Politique des Femmes, que teve apenas dois números e, em seguida, L'opinion des femmes. Ela se retirou da ação militante no final de 1849 e no ano seguinte, retomou seu trabalho como costureira.
Graças a dinheiro de velhos amigos saint-simonianos, ela fundou uma fábrica e recebeu um prêmio por seu trabalho na exposição universal de Paris de 1855. O seu marido trabalhou a seu lado, como um livreiro e impressor, especializando-se na "literatura galante", mas as restrições da censura o forçaram a emigrar para Bruxelas em 1864. Lá, eles se tornaram membros da Associação Internacional dos Trabalhadores, onde Gay até mesmo tornou-se presidenta da seção feminina, em 1866. Em 1869, mudou-se para Genebra, depois para Turim, antes de regressar a Bruxelas, em 1876. 
Viúva em 1883, ela perdeu seus dois filhos, depois a vista, em 1890, quando ela teve a oportunidade de voltar a manter contato, por meio de cartas, com Considerant. Essa correspondência parou no meio de 1891, possivelmente devido a sua morte. Sabe-se que Considerant não a encontrou durante uma viagem que ele fez para Bruxelas em novembro, e pode ser que ele tenha ido para assistir a seu funeral.